# تاتیانا کراینووا
تاتیانا کراینووا (روسی: Татьяна Александровна Крайнова؛ زادهٔ ۷ ژوئن ۱۹۶۷) بازیکن والیبال اهل اتحاد جماهیر شوروی سوسیالیستی بود.